# Liste der Biografien/Stet
Liste der Biografien |
Portal Biografien |
Personensuche
# |
A |
B |
C |
D |
E |
F |
G |
H |
I |
J |
K |
L |
M |
N |
O |
P |
Q |
R |
S |
T |
U |
V |
W |
X |
Y |
Z |
?
 
Sa |
Sb |
Sc |
Sd |
Se |
Sf |
Sg |
Sh |
Si |
Sj |
Sk |
Sl |
Sm |
Sn |
So |
Sp |
Sq |
Sr |
Ss |
St |
Su |
Sv |
Sw |
Sy |
Sz
 
Sta |
Ste |
Sth |
Sti |
Stj |
Stl |
Sto |
Str |
Sts |
Stt |
Stu |
Stv |
Stw |
Sty
 
Stea |
Steb |
Stec |
Sted |
Stee |
Stef |
Steg |
Steh |
Stei |
Stej |
Stek |
Stel |
Stem |
Sten |
Steo |
Step |
Ster |
Stes |
Stet |
Steu |
Stev |
Stew |
Stey |
Stez
Die Liste der Biografien führt alle Personen auf, die in der deutschsprachigen Wikipedia einen Artikel haben. Dieses ist eine Teilliste mit 110 Einträgen von Personen, deren Namen mit den Buchstaben „Stet“ beginnt.

## Stet

### Stetc
- Stetch, David (* 1971), kanadischer Eishockeyspieler
- Stetch, John (* 1966), kanadischer Jazzpianist

### Stete
- Stetefeld, Georg (1883–1966), deutscher Politiker (FDP), MdL

### Steth
- Stethaimer, Hans, deutscher Architekt und Maler
- Stethem, Robert (1961–1985), US-amerikanischer Taucher der United States Navy, von Terroristen der Hisbollah ermordetRobert Stethem (1961–1985)

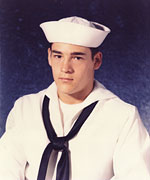
Robert Stethem (1961–1985)

### Steti
- Stetina, Dale (* 1956), US-amerikanischer Radrennfahrer
- Štětina, Jaromír (1943–2025), tschechischer Politiker (TOP 09) und Journalist
- Štetina, Lukáš (* 1991), slowakischer Fußballspieler
- Stetina, Peter (* 1987), US-amerikanischer Radrennfahrer
- Stetina, Troy (* 1963), US-amerikanischer Gitarrenlehrer
- Stetina, Wayne (* 1953), US-amerikanischer Radrennfahrer

### Stets
- Stets, Johannes (1932–2015), deutscher Geologe
- Stetschkin, Boris Sergejewitsch (1891–1969), sowjetischer Motorkonstrukteur
- Stetschkin, Igor Jakowlewitsch (1922–2001), sowjetisch-russischer Waffenkonstrukteur
- Stetschkin, Sergei Borissowitsch (1920–1995), sowjetisch-russischer Mathematiker
- Stetschynska, Eleonora (1852–1924), ukrainische Schauspielerin
- Stetson, Charles (1801–1863), US-amerikanischer Politiker
- Stetson, Colin (* 1975), kanadischer Jazzmusiker und Komponist US-amerikanischer Herkunft
- Stetson, Harlan True (1885–1964), US-amerikanischer Astronom
- Stetson, John Batterson (1830–1906), amerikanischer Hutmacher
- Stetson, Lemuel (1804–1868), US-amerikanischer Jurist und Politiker
- Stetson, Mark (* 1952), US-amerikanischer Spezialeffektkünstler

### Stett
- Stettbacher, Alfred (1888–1961), Schweizer Sprengstofftechniker und Mitredaktor der Schweizerischen Chemiker Zeitung
- Stettbacher, J. Konrad (1930–2016), Schweizer Autor
- Stettberger, Herbert (* 1964), katholischer Theologe, Germanist und Lehrer
- Stetten, Albrecht von († 1817), erster Bürgermeister von Augsburg nach Auflösung des Heiligen Römischen Reiches
- Stetten, Anna Barbara von (1754–1805), deutsche Wohltäterin und Stifterin
- Stetten, August von (1811–1895), Augsburger Patrizier, Schlossherr und Ministerialsekretär
- Stetten, Carl Ernst von (1857–1942), deutsch-französischer Porträt- und Genremaler
- Stetten, Christian von (* 1970), deutscher Unternehmer und Politiker (CDU), MdBChristian von Stetten (* 1970)

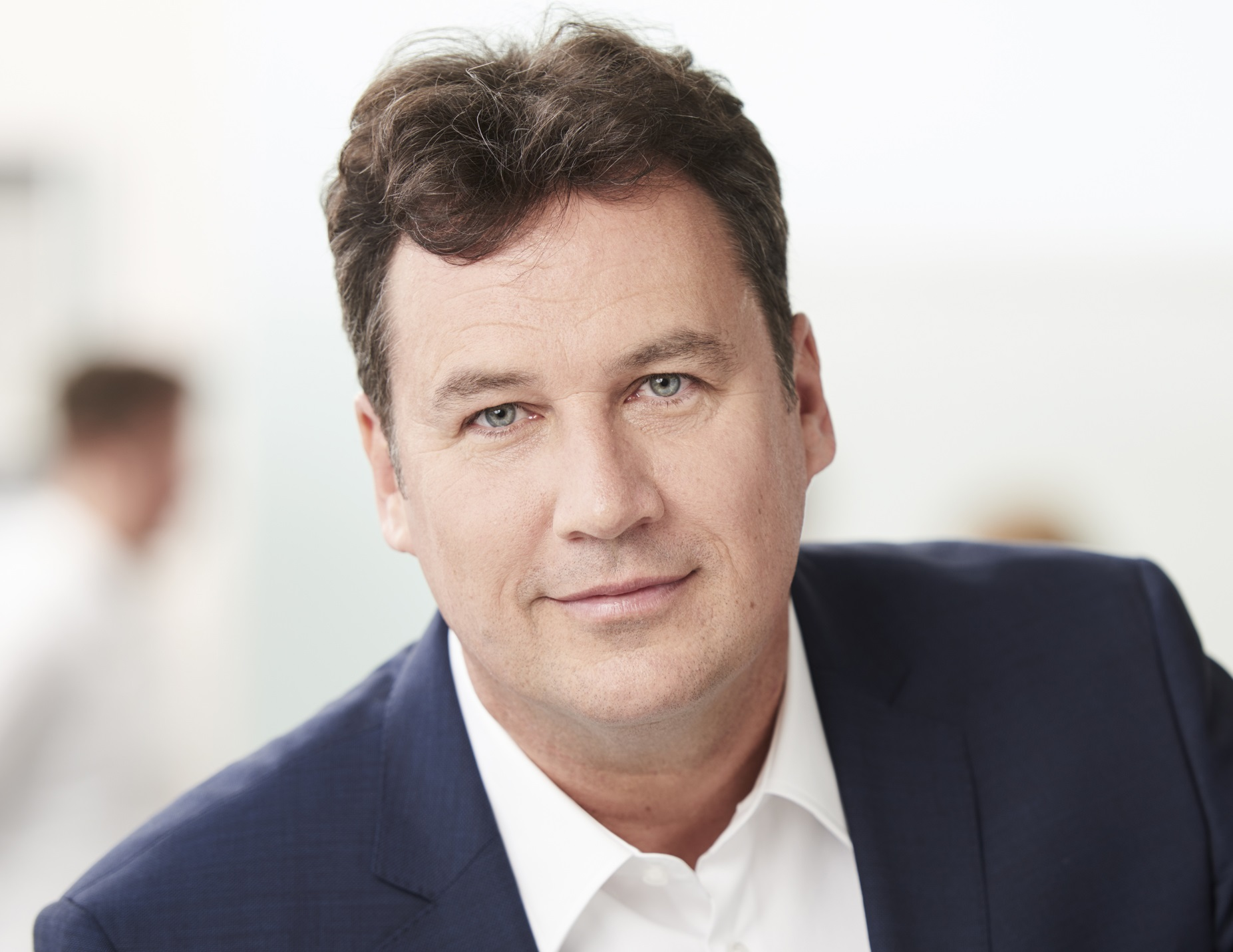
Christian von Stetten (* 1970)

- Stetten, Dorothea von (1913–2011), deutsche Kunstmäzenin
- Stetten, Eberhard von († 1447), Ordensritter
- Stetten, Emy von (1898–1980), deutsche Opern- und Liedersängerin
- Stetten, Heio von (* 1960), deutscher SchauspielerHeio von Stetten (* 1960)

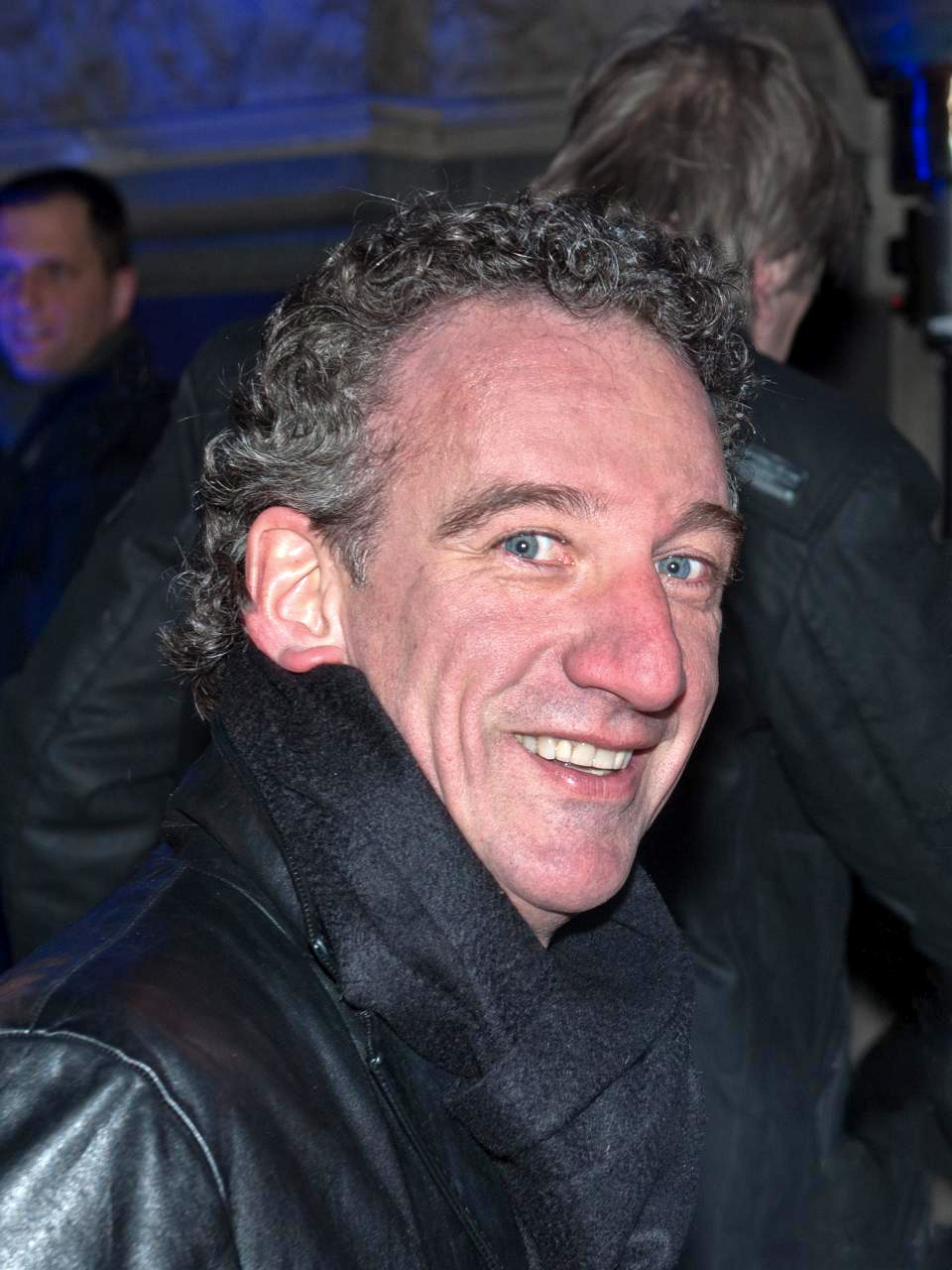
Heio von Stetten (* 1960)

- Stetten, Marcus von († 1826), Münchener Polizeidirektor
- Stetten, Max von (1860–1925), deutscher Offizier
- Stetten, Maximilian Wilhelm Siegmund von (1717–1794), deutscher Offizier, Deutsch-Ordens-Ritter, Gouverneur von Würzburg
- Stetten, Norbert von (1885–1979), österreichischer Maler
- Stetten, Otto von (1862–1937), bayerischer General der Kavallerie im Ersten Weltkrieg
- Stetten, Paul von (1731–1808), letzter Stadtpfleger der Stadt Augsburg (1792–1806)
- Stetten, Wolfgang von (* 1941), deutscher Politiker (CDU), MdB
- Stetten-Buchenbach, Friedrich Gustav von (1764–1808), Oberst und Kommandeur der badischen Leib-Grenadiergarde
- Stetten-Erb, Herbert Freiherr von (1901–1970), deutscher Funktionär des Reichsarbeitsdienstes
- Stettenberg, Eberhard von († 1443), erwählter Bischof von Worms (1426), Domherr in Speyer und Worms, Stiftspropst
- Stettenheim, Julius (1831–1916), deutscher Schriftsteller
- Stettenhofen, Joachim von (1742–1813), österreichischer Landwirt, Hofbeamter und Förderer der Josephinischen Reformen
- Stetter, Carlos (* 1941), deutscher Geistlicher, emeritierter römisch-katholischer Bischof von San Ignacio de Velasco
- Stetter, Christian (1943–2017), deutscher Sprachwissenschaftler
- Stetter, David (1882–1963), deutscher Gewerkschafter, Verwaltungsbeamter und Politiker (SPD), MdL
- Stetter, Erwin (1915–1989), deutscher Allgemeinarzt, Standespolitiker und Schriftsteller
- Stetter, Florian (* 1977), deutscher SchauspielerFlorian Stetter (* 1977)

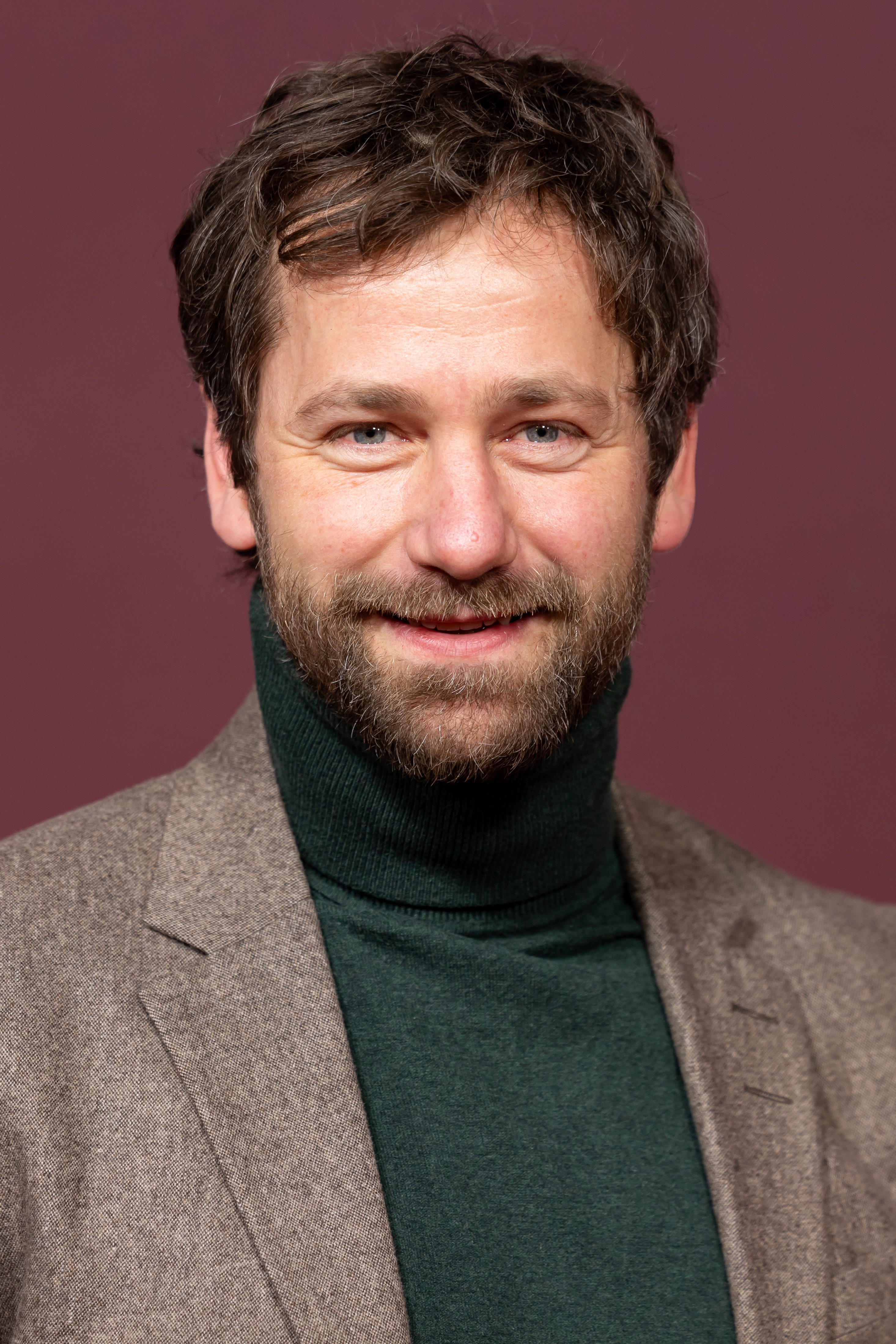
Florian Stetter (* 1977)

- Stetter, Franz (* 1938), deutscher Informatiker
- Stetter, Georg (1892–1962), deutscher kommunistischer Gewerkschafter
- Stetter, Georg (1895–1988), österreichischer Physiker
- Stetter, Guido (* 1955), deutscher Fußballspieler
- Stetter, Hans (1927–2019), deutscher Schauspieler
- Stetter, Hans Jörg (* 1930), deutscher Mathematiker
- Stetter, Hermann (1917–1993), deutscher Chemiker
- Stetter, Inge (* 1941), deutsche Politikerin (SPD), MdV, MdL
- Stetter, Johannes (1885–1963), deutscher Politiker (SPD, USPD, KPD), MdR und Gewerkschafter
- Stetter, Karl (* 1941), deutscher Mikrobiologe
- Stetter, Stephan (* 1972), deutscher Politikwissenschaftler
- Stetter, Wilhelm (1487–1552), katholischer Ordenspriester und Maler des ausgehenden Mittelalters und der frühen Renaissance im Elsass
- Stetter-Karp, Irme (* 1956), deutsche Sozialwissenschaftlerin, Präsidentin des Zentralkomitees der deutschen KatholikenIrme Stetter-Karp (* 1956)

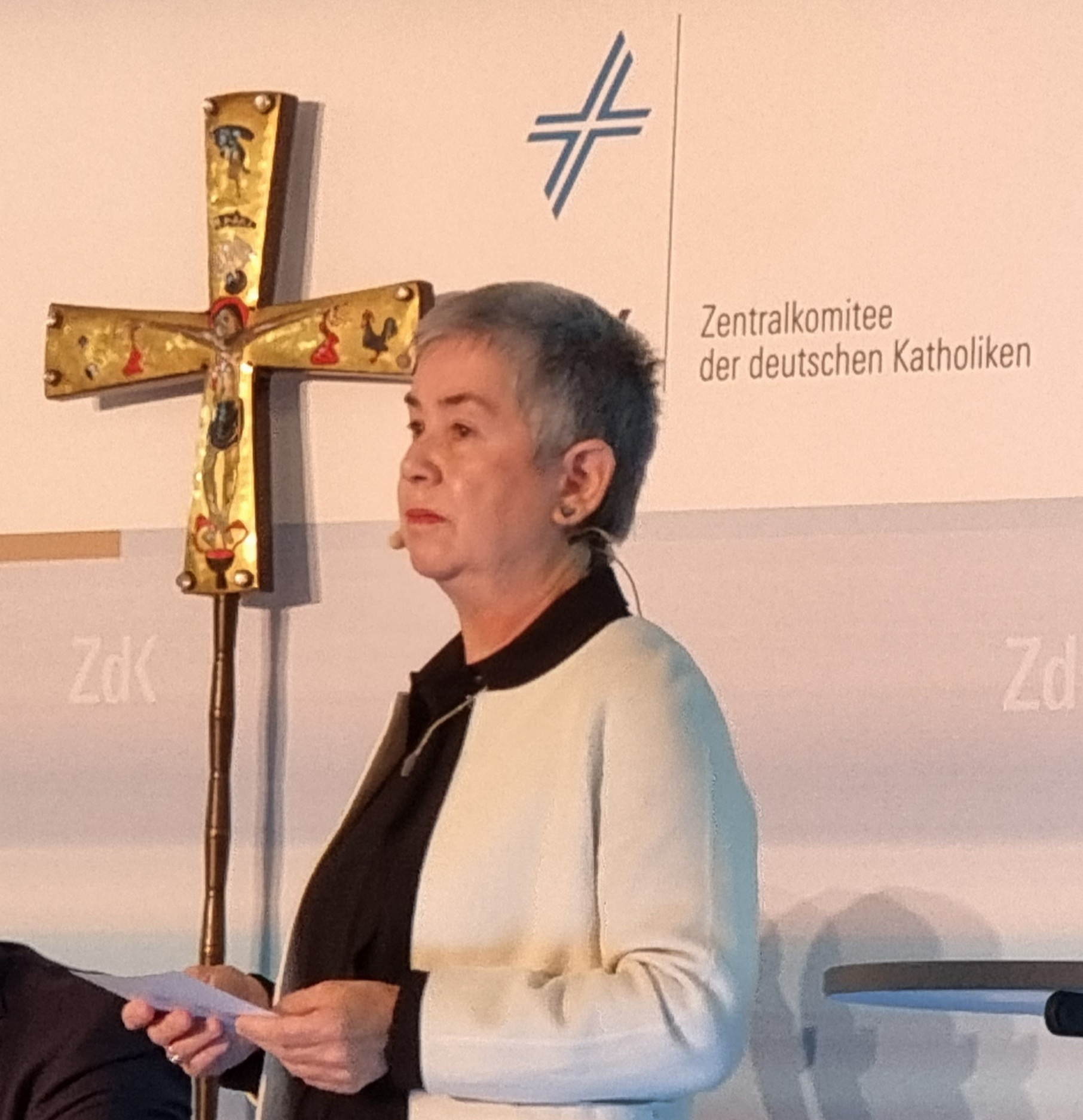
Irme Stetter-Karp (* 1956)

- Stettfelder, Nonnosus († 1529), Benediktinermönch
- Stettheim, Andreas von († 1466), salzburgischer römisch-katholischer Geistlicher
- Stettheimer, Florine (1871–1944), US-amerikanische Malerin, Designerin und Dichterin
- Stettin, August Lebrecht (1725–1779), deutscher Buchhändler und Verleger
- Stettiner, Erika (* 1907), deutsche Tischtennisspielerin
- Stettiner, Paul (1862–1941), deutscher Lehrer, Heimatforscher und Kulturpolitiker
- Stettiner, Richard (1865–1927), deutscher Kunsthistoriker, Museumsmitarbeiter und Denkmalpfleger
- Stettinius, Edward junior (1900–1949), US-amerikanischer Diplomat und Politiker (Demokratische Partei)
- Stettler Spinner, Sonja (* 1969), Schweizer Fußballspielerin
- Stettler, Albrecht Friedrich († 1849), Schweizer Rechtswissenschaftler, Hochschullehrer und Politiker
- Stettler, Bernhard (1929–2021), Schweizer Mittelalterhistoriker
- Stettler, Charles (* 1950), US-amerikanischer Film- und Musikproduzent
- Stettler, Christian (* 1966), schweizerischer Pfarrer, Theologe und Professor
- Stettler, Eduard (1880–1940), Schweizer Jurist und zweimaliger Vorsitzender des Esperanto-Weltbundes
- Stettler, Ernst (1921–2001), Schweizer Radrennfahrer
- Stettler, Eugen (1840–1913), Schweizer Architekt
- Stettler, Gustav (1913–2005), Schweizer Maler, Zeichner, Radierer und Kunstpädagoge
- Stettler, Hanna (* 1964), schweizerische Pfarrerin, Hochschullehrerin und Autorin
- Stettler, Heinz (1952–2006), Schweizer Bobfahrer
- Stettler, Janice (* 2004), Schweizer Radsportlerin
- Stettler, Karin (* 1988), Schweizer Unihockeyspielerin
- Stettler, Karl Ludwig (1773–1858), Schweizer Politiker, Offizier, Historiker und Aquarellmaler
- Stettler, Kurt (1910–1974), Schweizer Radrennfahrer
- Stettler, Kurt (1932–2020), Schweizer Fussballspieler
- Stettler, Martha (1870–1945), Schweizer Malerin
- Stettler, Martin (* 1984), Schweizer Eishockeyspieler
- Stettler, Michael (1580–1642), Berner Historiker und Schriftsteller
- Stettler, Michael (1913–2003), Schweizer Architekt, Kunsthistoriker, Museumsdirektor und Schriftsteller
- Stettler, Ulrich (* 1938), deutscher LDPD-Funktionär
- Stettler, Wilhelm, Schweizer Miniaturmaler und Barockmaler
- Stettler-von Rodt, Karl (1802–1870), Schweizer Vorsitzender des Evangelischen Gemeinschaftswerks
- Stettmer, Jonas (* 2001), deutscher Eishockeytorwart
- Stettner Ritter von Grabenhofen, Walter (1895–1944), deutscher Offizier und Generalleutnant der Gebirgstruppe im Zweiten Weltkrieg
- Stettner, Alois (1911–1957), deutscher Kunstmaler
- Stettner, Dirk (* 1969), deutscher Unternehmer und Politiker (CDU), MdADirk Stettner (* 1969)

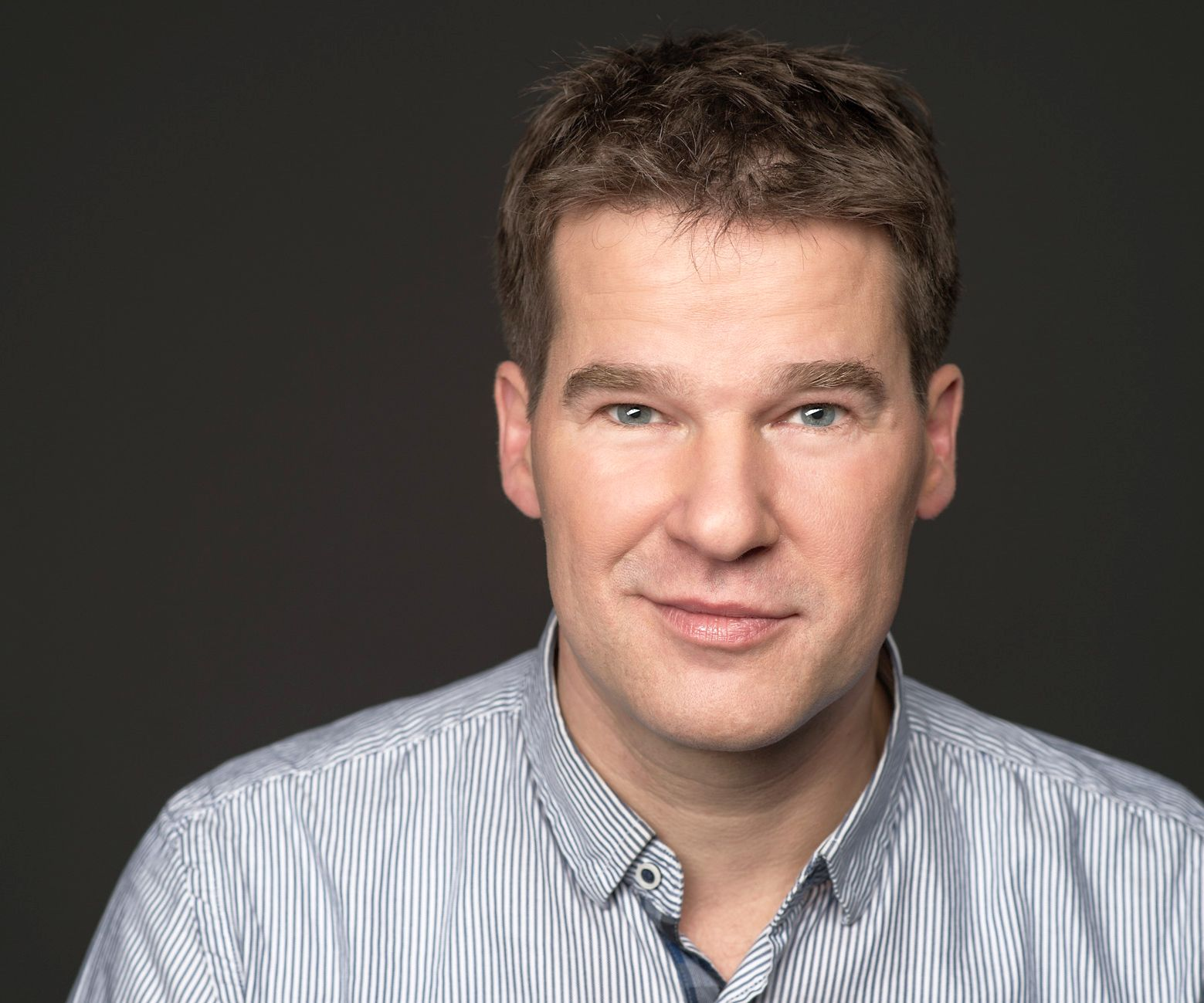
Dirk Stettner (* 1969)

- Stettner, Franz (1931–2012), deutscher Politiker (CDU), MdL
- Stettner, Gotthold (1871–1946), deutscher Oberlehrer und Geologe
- Stettner, Louis (1922–2016), US-amerikanischer Fotograf
- Stettner, Peter, deutscher Autor und Archivleiter
- Stettner, Rupert (* 1945), deutscher Jurist, Hochschullehrer und Rektor
- Stettner, Walter Fritz (1914–1998), US-amerikanischer Ökonom
- Stettner, Wilhelm (1868–1947), deutscher Kommunalpolitiker
- Stettner, Willy (1895–1961), deutscher Schauspieler und Sänger

### Stetz
- Stetza, Hermann (1897–1991), deutscher Stuntman und Schauspieler
- Stetzel, Caspar († 1603), Bürgermeister und Ratsherr der Stadt Görlitz
- Stetzing, Kilian, franziskanischer Theologe